# The Van Nostrand Tiara
The Van Nostrand Tiara er en amerikansk stumfilm fra 1913 af Anthony O'Sullivan.

## Medvirkende
- James Cooley som Raffles
- Claire McDowell som Kate
- Harry Carey
- Hattie Delaro som Mrs. Van Nostrand